# Nicole Fiorentino
Nicole Fiorentino (* 7. dubna 1979) je americká baskytaristka. V letech 2005 až 2008 hrála se skupinou Veruca Salt. V roce 2010 nahradila baskytaristku Ginger Pooley (respektive dočasnou náhradu Marka Tulina) ve skupině The Smashing Pumpkins. Od roku 2012 je členkou skupiny The Cold and Lovely a v roce 2013 vystupovala s australskou skupinou The Red Paintings.